# 10676 Jamesmcdanell
10676 Jamesmcdanell è un asteroide della fascia principale. Scoperto nel 1979, presenta un'orbita caratterizzata da un semiasse maggiore pari a 2,2980240 UA e da un'eccentricità di 0,1819711, inclinata di 3,38413° rispetto all'eclittica.
L'asteroide è dedicato a James McDanell del Jet Propulsion Laboratory.